# ديفيد هاي (سياسي أسترالي)
ديفيد هاي (بالإنجليزية: David Hay) هو سياسي أسترالي، ولد في 26 أكتوبر 1933. انتخب عضو الجمعية التشريعية نيو ساوث ويلز.